# Chynowa
Chynowa est un village de la gmina de Przygodzice, du Powiat d'Ostrów Wielkopolski, dans la Voïvodie de Grande-Pologne, situé dans le centre-ouest de la Pologne.
Il se situe à environ 7 kilomètres à l'est de Przygodzice (siège de la gmina), 10 kilomètres au sud-est d'Ostrów Wielkopolski (siège du powiat) et 100 kilomètres au sud-est de Poznań (capitale de la voïvodie).

## Histoire
La mention la plus ancienne du village date de 1395.

## Administration
De 1975 à 1998, le village est attaché administrativement à l'ancienne Voïvodie de Kalisz.

## Monuments
- L'église Saint-Laurent est bâtie en 1936–1937, à l'endroit même de l'ancienne église en bois.
- Près de l'église se dresse un monument en souvenir du Pape Jean-Paul II.